# Đuôi chồn hoe
Đuôi chồn hoe hay hầu vĩ hoe, đậu ban (danh pháp hai phần: Uraria rufescens) là một loài thực vật có hoa trong họ Đậu. Loài này được (DC.) Schindl. miêu tả khoa học đầu tiên.

## Hình ảnh

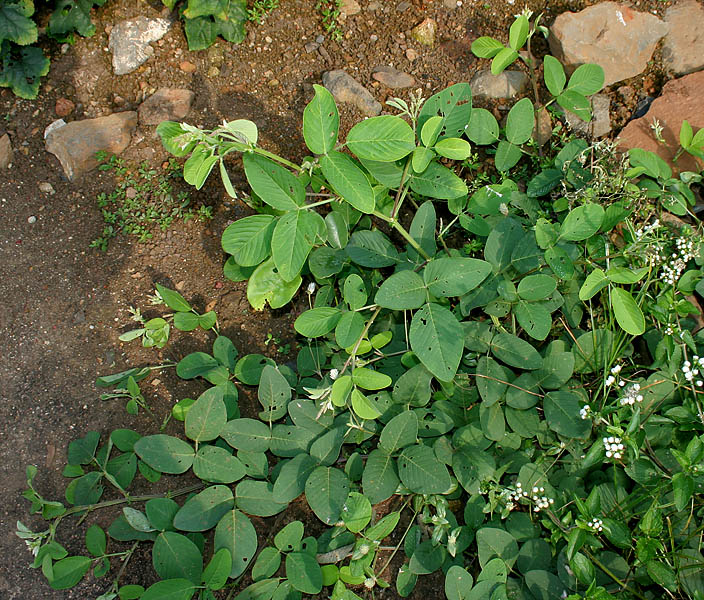
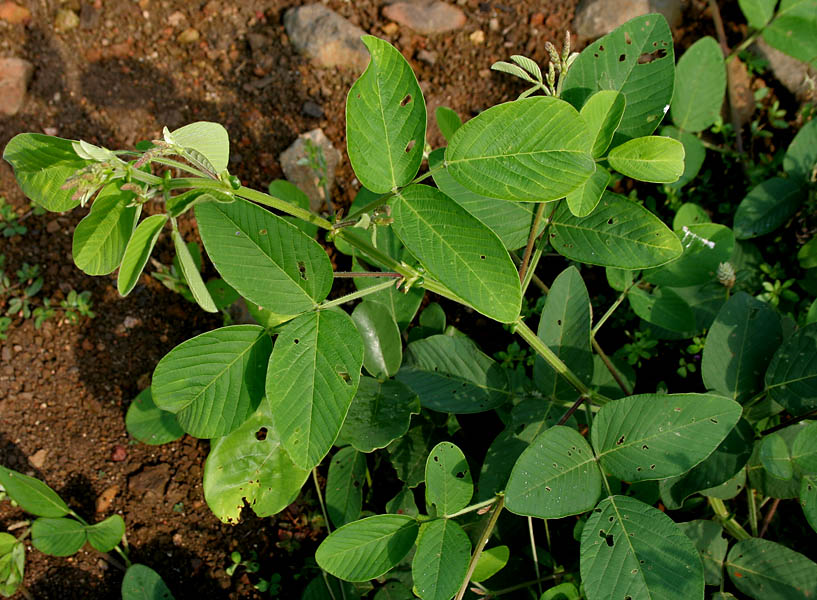